# 大安一交流道
大安一交流道是臺61線快速公路的交流道，位於臺灣臺中市大安區，指標為139.1k。北出南入匝道位於溫寮溪橋北端（海墘里），銜接市道132號；則北入南出匝道位於溫寮溪橋南端（龜殼里），銜接區道中16線，是先上再下，與一般交流道不同。南下出口預告雖標示中17線，但中17線需下交流道後再南下近兩公里方可抵達。
|      | 139 大安一 | 南下       |      | 大安 |
| 北上 | 139 大安一 |            | 大甲 |      |
| 北上 | 139 大安一 | 大安港路   |      |      |
| 北上 | 139 大安一 | 大安休息站 |      |      |

## 歷史沿革
2000年12月22日，房裡至線西路段通車，房裡至大甲溪橋路段主線為平面道路，故大安一交流道初期為平面路口匝道。2018年3月31日，臺61線房裡至大甲溪橋主線高架化工程通車，大安一交流道正式立體化 。

## 鄰近公路
- 市道132號
- 中7線
- 中14線
- 中16線
- 中17線

## 外部連結
- 台61線大安一交流道示意圖 （页面存档备份，存于）（交通部公路總局）